# Patrick Meinhardt

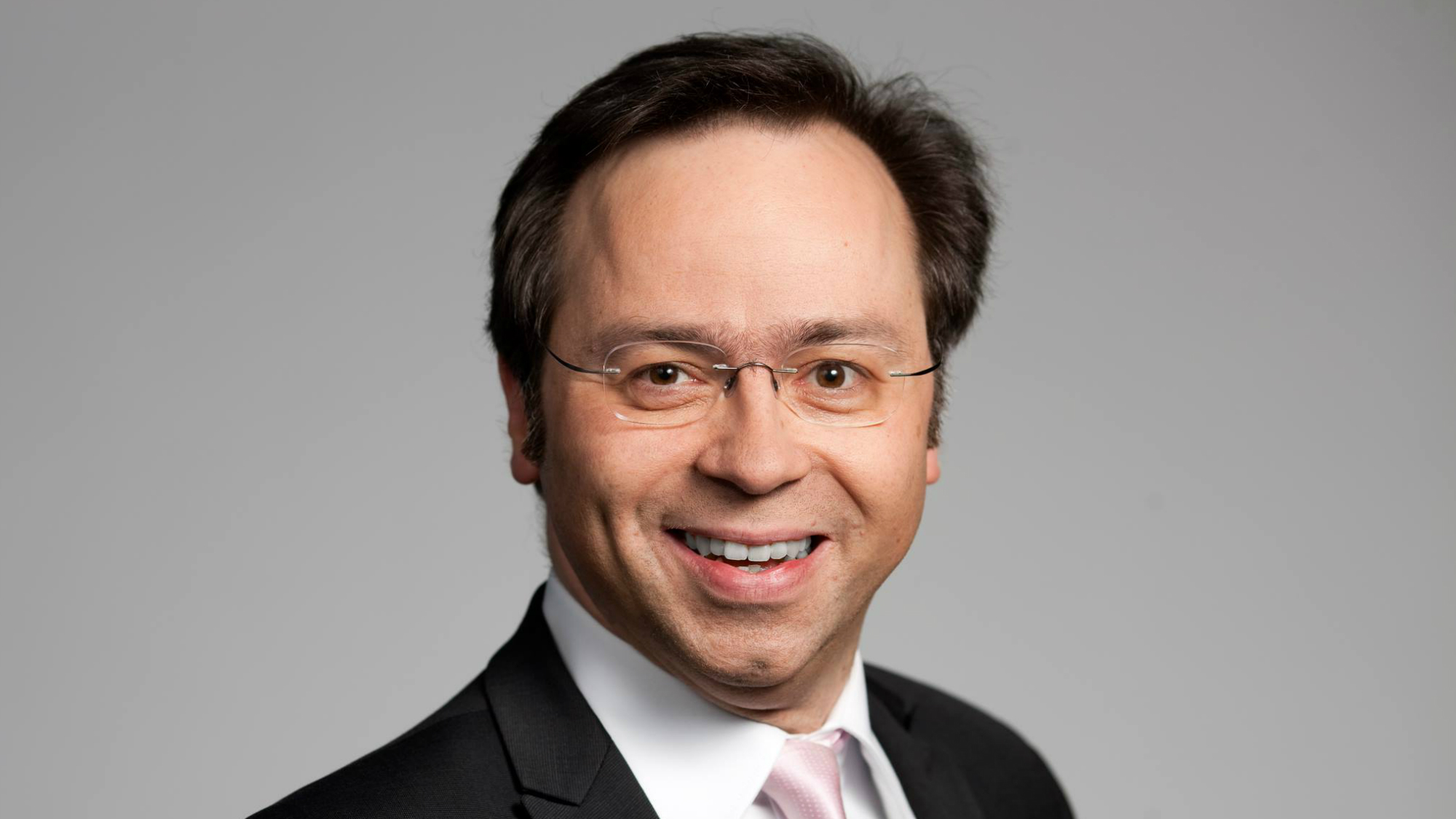
Patrick Meinhardt (2017)

Patrick Meinhardt (* 30. September 1966 in Baden-Baden) ist ein deutscher Politiker (seit 2024 Freie Wähler (Partei), davor FDP). Er war von 2005 bis 2013 Mitglied des Deutschen Bundestages. Seit April 2021 ist er Hauptgeschäftsführer des Taxi- und Mietwagenverbands Deutschland.

## Leben und Beruf
Nach dem Abitur 1986 am Gymnasium Hohenbaden in Baden-Baden begann Patrick Meinhardt mit einem Stipendium der Studienstiftung des Deutschen Volkes das Studium der Evangelischen Theologie an der Ruprecht-Karls-Universität Heidelberg, welches er jedoch nicht abschloss. Anfang 1989 leistete Meinhardt einen zweijährigen Wehrdienst als Soldat auf Zeit ab. Bereits zu Schulzeiten brachte er sich bei den Jungen Liberalen, der Jugendorganisation der FDP, ein und knüpfte Kontakte zu FDP-Politikern, unter anderem zum Bundestagsabgeordneten Olaf Feldmann, für den er als Wahlkreismitarbeiter über mehrere Jahre tätig war. Als Vorsitzender der JuLis Baden-Baden startete er seine ehrenamtliche Arbeit in der Politik. Beruflich war er unter anderem als Nachhilfelehrer und Geschäftsführer einer Nachhilfeschule tätig.
Von August 2014 bis April 2021 war Meinhardt als Leiter Politik und Öffentlichkeitsarbeit in der Bundesgeschäftsstelle Berlin des Bundesverbands mittelständische Wirtschaft für die Bereiche Public Affairs, Public Relations, Volkswirtschaft, Kooperation mit Verbänden sowie die Außenwirtschaft zuständig. Darüber hinaus koordinierte er die Europapolitik sowie die Brüsseler Geschäftsstelle und verstärkte die Bundesgeschäftsleitung des Verbandes. Im April 2021 wechselte Meinhardt als Bundesgeschäftsführer zum Taxi- und Mietwagenverband Deutschland.

## Partei
Meinhardt war Vorsitzender des FDP-Bezirksverbandes Mittelbaden und gehörte dem Vorstand des FDP-Kreisverbandes Baden-Baden sowie dem Landesvorstand der FDP/DVP Baden-Württemberg an. Er ist Vorsitzender des FDP-Bundesfachausschusses Bildung, Wissenschaft und Forschung und des Landesfachausschusses Bildung und Wissenschaft. Von 2013 bis 2015 war er Generalsekretär der FDP Baden-Württemberg. 
2016 wechselte Meinhardt den Kreis- und Landesverband nach Binz und Mecklenburg-Vorpommern. Er war seit 2016 Vorsitzender der FDP Binz, Landesvorsitzender der Liberalen Wirtschafts- und Mittelstandsvereinigung Mecklenburg-Vorpommern sowie Beisitzer im Landesvorstand der Vereinigung liberaler Kommunalpolitiker Mecklenburg-Vorpommern e.V. Ab 2021 war Meinhardt Kreisvorsitzender der FDP Brandenburg an der Havel.
Er trat am 5. Februar 2024 aus Protest gegen die Ampelkoalition aus der Partei aus und legte damit zugleich den Kreisvorsitz nieder.

## Abgeordneter
Von 1997 bis 2009 gehörte Meinhardt dem Gemeinderat von Baden-Baden an und war seit Ende 2008 Vorsitzender der Fraktion FDP/Freie Bürger.
Von 2005 bis 2013 war Meinhardt Mitglied des Deutschen Bundestages. Hier war er Sprecher der FDP-Bundestagsfraktion für Bildung sowie der Gruppe „Christen in der FDP-Bundestagsfraktion“. Patrick Meinhardt war über die Landesliste Baden-Württemberg in den Bundestag eingezogen. Am 12. November 2009 wurde er in der FDP-Bundestagsfraktion zum Vorsitzenden des Arbeitskreises VI gewählt mit den Politikfeldern: Familie, Senioren, Frauen und Jugend, Bildung, Forschung und Technikfolgenabschätzung, Kultur und Medien. Durch das Scheitern seiner Partei an der Fünf-Prozent-Hürde bei der Bundestagswahl 2013 war er im 18. Bundestag nicht mehr vertreten.
Zur Bundestagswahl 2021 trat er als Direktkandidat der FDP im Bundestagswahlkreis Brandenburg an der Havel – Potsdam-Mittelmark I – Havelland III – Teltow-Fläming I an, wo er ein Erststimmenergebnis von 6,4 % erzielte.

## Mitgliedschaften
Meinhardt war Mitglied der Europa-Union Parlamentariergruppe Deutscher Bundestag.

## Organisationen
Patrick Meinhardt war Präsident der Deutschen Gruppe der Liberalen Internationale und der Liberalen Bewegung für ein Vereintes Europa (DGLI) und Vizepräsident der Liberalen Internationale (LI) sowie der Association of European Parliamentarians for Africa (AWEPA). 